# IC 5129
IC 5129 ist eine Spiralgalaxie vom Hubble-Typ Sc? im Sternbild Indianer (Indus) am Südsternhimmel. Sie ist schätzungsweise 732 Millionen Lichtjahre von der Milchstraße entfernt und hat einen Durchmesser von etwa 155.000 Lj.
Das Objekt wurde am 22. August 1900 von DeLisle Stewart entdeckt.